# Pierre Brind'Amour
Pierre Rodrigue Brind'Amour, né en 1941 et mort en janvier 1995, est un philologue canadien d'expression française, professeur au Département des études anciennes de l'université d'Ottawa.
Auteur de travaux sur l'antiquité gréco-romaine, il apporte de nouveaux éléments à l'appui d'un fait déjà aperçu par un anonyme du XVIIIe siècle, par Eugen Parker, par Georges Dumézil et d'autres, à savoir que Nostradamus, dans ses Prophéties, s'est inspiré plus d'une fois de livres historiques ou littéraires imprimés à son époque.
Des Mélanges Pierre Rodrigue Brind'Amour ont été édités en 2001 par l'université du Québec.

## Publications
- L'homme et le péché originel chez Jean Scot Erigène, Thèse de sciences médiévales, Université de Montréal, 1962[8].
- «La mort de Lucrèce», dans Hommages à Marcel Renard, t. 1, Bruxelles, Latomus, 1969, p. 153-161.
- « L’Origine des Jeux Séculaires », dans Aufstieg und Niedergang der römischen Welt, Volume 2, Walter de Gruyter, 1978, pp. 1334-1417.
- « La date du martyre de Polycarpe (23 février 167) », dans Analecta bollandiana, 98, 1980, pp. 456-462.
- « Problèmes astrologiques et astronomiques soulevés par le récit de la mort de Domitien chez Suétone », dans Phoenix, 35, 1981, pp. 338-344.
- « Jupiter et le bain dans le Tibre. À propos d’Horace, Satire II 3,288-299 », dans P. Brind'Amour, R. Kilpatrick et P. Senayin (dir.), Mélanges offerts en hommage au Révérend Père Etienne Gareau (Éditions de l'Université d'Ottawa, Ottawa & Trois-Rivières, 1982), pp. 159-163.
- « Manilius and the Computation of the Ascendant », dans Classical Philology, 78, 1983, pp. 144-148.
- Le calendrier romain : recherches chronologiques, Ottawa, Éditions de l'Université d'Ottawa, 1983[9].
- Astro positions, Montreal, King Microware, c1983[10].
- « Nostradamus et l'histoire romaine », dans Hommage à la mémoire de Ernest Pascal (dans Cahiers des Études anciennes, t. 23), 1990, t. 1, p. 55-65.
- « L'horoscope de l'avènement de Néron », dans Cahiers des Etudes Anciennes, 25, 1991, pp. 145-151.
- Nostradamus astrophile : les astres et l'astrologie dans la vie et l'œuvre de Nostradamus, Ottawa, Presses de l'Université d'Ottawa et Éditions Klincksieck, 1993[11].
- Nostradamus, Les premières Centuries ou Prophéties, Édition et commentaire par Pierre Brind'Amour, Genève, Droz, 1996.